# 卡尼纳
卡尼纳（Kanina），是印度哈里亚纳邦Mahendragarh县的一个城镇。总人口10196（2001年）。

## 人口
该地2001年总人口10196人，其中男性5299人，女性4897人；0—6岁人口1451人，其中男779人，女672人；识字率69.22%，其中男性为78.79%，女性为58.87%。